# Phường 5, Vũng Tàu
Phường 5 là một phường thuộc thành phố Vũng Tàu, tỉnh Bà Rịa – Vũng Tàu, Việt Nam.

## Địa lý
Phường 5 nằm ở phía tây bắc thành phố Vũng Tàu, có vị trí địa lý:
- Phía đông giáp phường Thắng Nhì
- Phía tây và phía bắc giáp vịnh Gành Rái
- Phía nam giáp Phường 1.

Phường có diện tích 3,90 km², dân số năm 1999 là 13.984 người, mật độ dân số đạt 3.585 người/km².
Hầu hết diện tích phường 5 được bao phủ bởi dãy Núi Lớn (Tương Kỳ) và các vùng ven sườn núi giáp biển. Phía Đông Bắc là dãy sườn thấp dần đều từ núi xuống vùng đất bồi ở cửa rạch Bến Đình. Phía Tây Nam là Bãi Dâu, một vịnh nhỏ với bãi cát vàng.

## Kết cấu đô thị
Phường 5 bao gồm 3 vùng dân cư tách biệt hẳn nhau:
- Bến Đá: là một làng chài với mật độ dân cư cao, chủ yếu là nhà ở đô thị thấp tầng, với nhiều cảng đánh bắt cá, hãng xưởng hậu cần nghề cá và cửa hàng thương mại.
- Bãi Dâu: khu đồi quanh vịnh hẹp, với nhiều dịch vụ lưu trú, du lịch và cơ sở thờ tự tôn giáo.
- Sao Mai: nằm ở cực bắc của phường, là một làng chài nhỏ hơn, với nhiều dịch vụ ẩm thực.

### Phân cấp hành chính
Phường được chia thành 8 khu phố, đánh số từ 1 đến 8. Trong đó:
- Khu phố 1: Bãi Dâu
- Khu phố 2: Sao Mai
- Các khu phố 3 đến 8: Bến Đá.

## Lịch sử

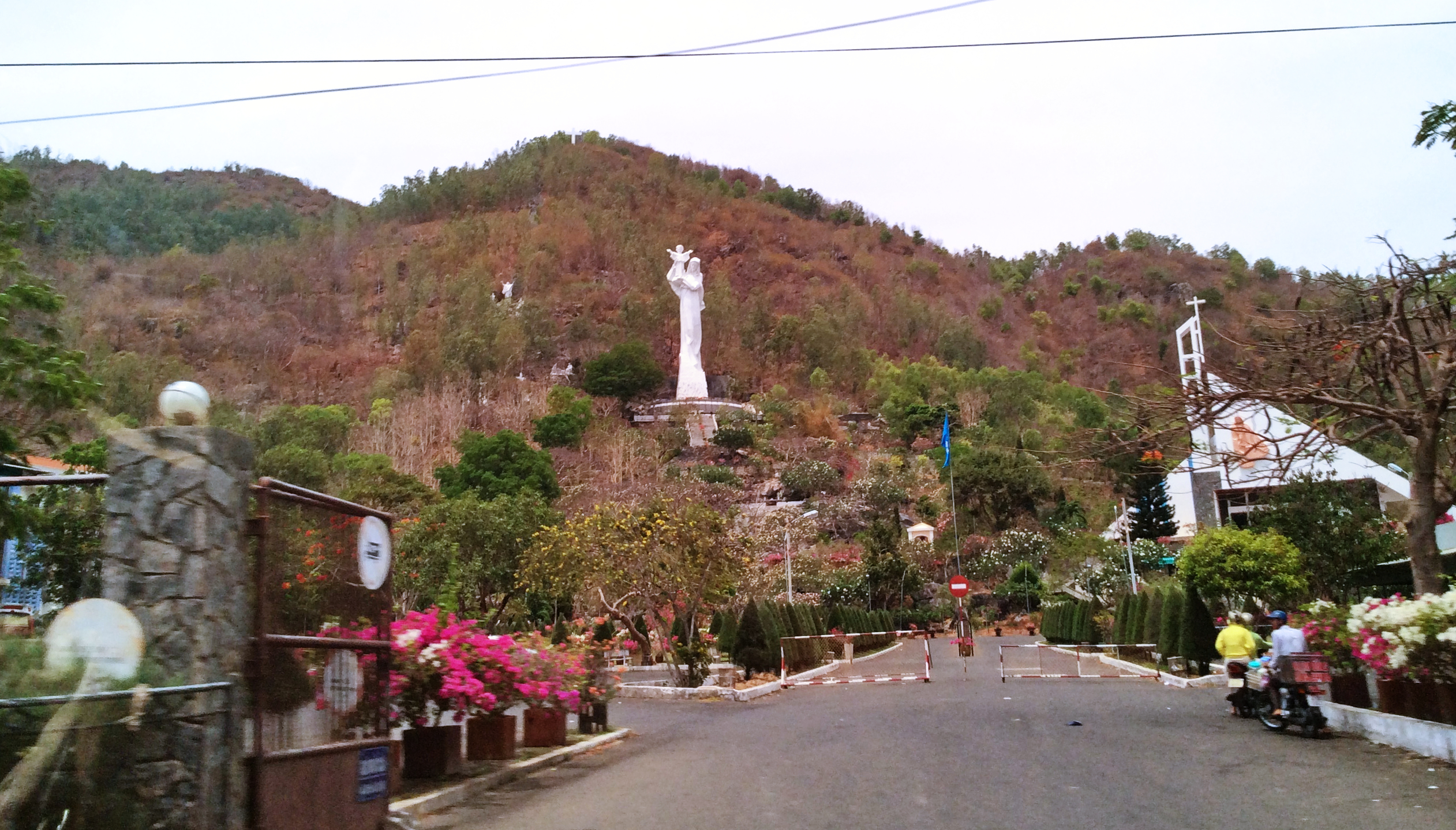
Trung tâm hành hương Đức Mẹ Bãi Dâu

Khu vực phường 5 ngày nay nằm trên địa phận làng Thắng Nhì, nguyên là một trong 3 làng thủy binh người Việt lập trên đất Vũng Tàu thời đầu thế kỷ 19. Các địa danh Bến Đá, Bến Đình đã có từng lâu đời. Ngoại trừ khu vực Bến Đá vốn sát với làng chài Bến Đình, các khu dân cư Sao Mai, Bãi Dâu đều là các vùng rừng rậm, khỉ ho cò gáy.
Sau khi chiếm được Nam Kỳ từ tay nhà Nguyễn, người Pháp đã xây dựng nhiều cơ sở quân sự phòng vệ lớn ở Vũng Tàu, trong đó có trận địa pháo trên sườn Núi Lớn xây dựng năm 1905 được xem là lớn nhất Đông Dương.
Năm 1926, một giáo dân công giáo tên Lê Hữu Lương khai thác một khu đất quanh sườn núi và đất bằng ở Vũng Mây. Tháng 4 năm 1926, ông chuyển giao khu đất này cho ông bà Nguyễn Hồng Ân (còn gọi là Vệ Ân). Sau đó, ông bà Ân xây một nhà nguyện đá rồi dâng nhà nguyện và đất đai cho Hội Thừa sai Paris. Các cha thừa sai cho phá rừng để trồng dâu nuôi tằm để tạo công ăn việc làm cho nhiều người mới đến: từ đó có tên gọi Bãi Dâu. Về sau, Giáo hội công giáo phát triển địa điểm này thành trung tâm hành hương quy mô lớn, với đền thánh Đức Mẹ Maria bồng con và nhiều cơ sở của các dòng tu lớn trong Giáo phận công giáo.

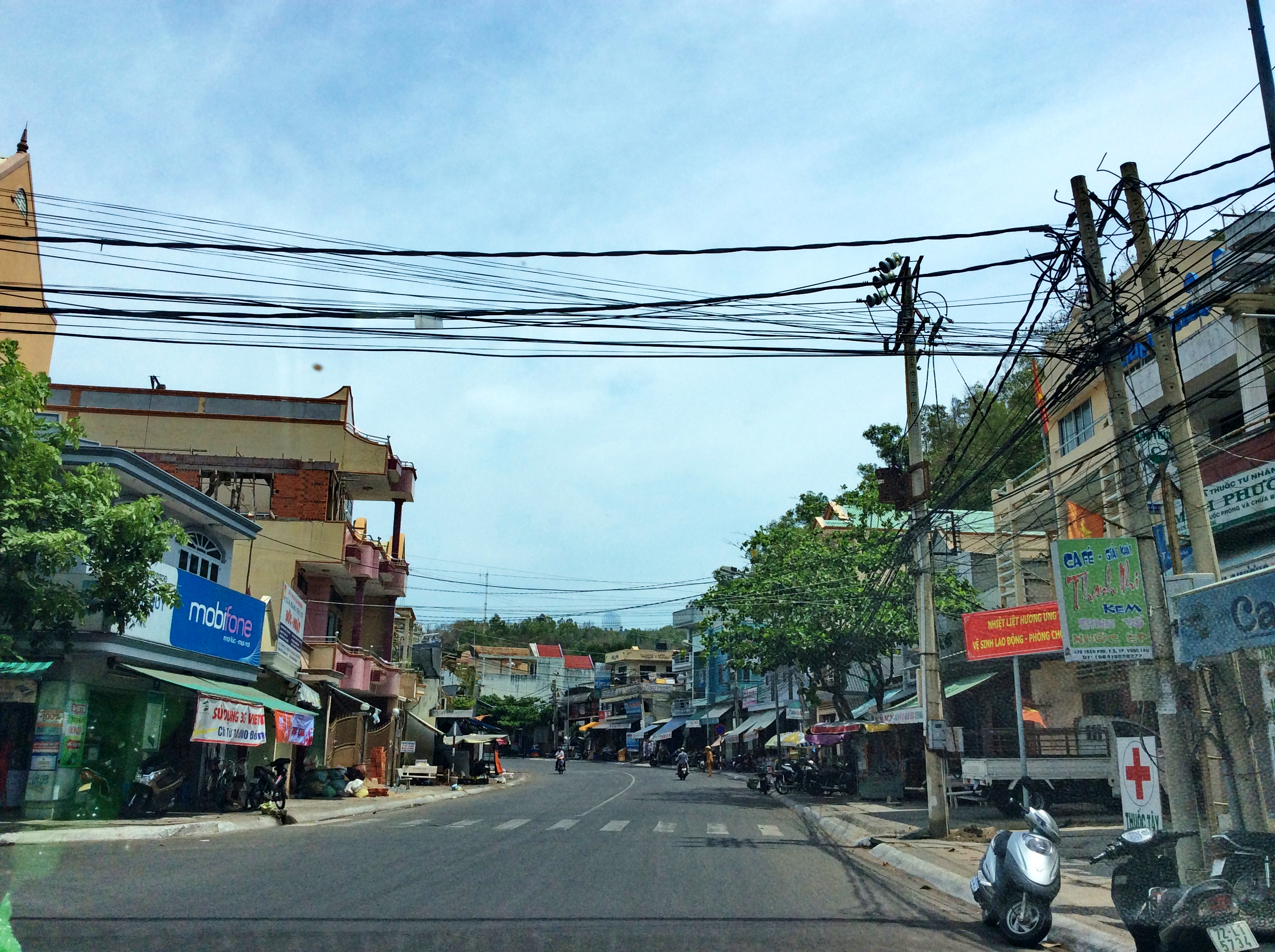
Đường Trần Phú đoạn đi qua Bến Đá

Sau hiệp định Genève chia đôi đất nước Việt Nam, khu vực phường 5 thuộc xã Thắng Nhì, thị xã Vũng Tàu, sau là quận Vũng Tàu, tỉnh Phước Tuy (1956). Giai đoạn 1954-1956, chính quyền Ngô Đình Diệm đã đưa rất nhiều người Công giáo sinh sống rải rác ở Vũng Tàu. Nhóm giáo dân từ giáo xứ Phương Chính, địa phận Bùi Chu, tỉnh Nam Định về định cư tại làng chài Bến Đá và khai sinh ra giáo xứ Bến Đá. Một nhóm giáo dân khác từ Bùi Chu di cư vào Cần Giờ, rồi tới Phan Thiết lập nghiệp. Năm 1957, nhóm giáo dân này lại di chuyển về xã Thắng Nhì, lập nên giáo xứ Sao Mai.
Năm 1957, ông Lê Quang Vinh, một cựu công chức chính quyền thuộc địa Pháp về hưu khai phá một vùng đất hoang vu trên sườn Núi Lớn gần Bến Đá, lập nên Thiền Lâm Tự. Ông xuất gia tu hành, lấy pháp danh Thích Giác Pháp. Năm 1962, Giáo hội Tăng già Nguyên thủy nhận thấy Thiền Lâm Tự tọa lạc ở một vị trí có khung cảnh thiên nhiên đẹp, là vùng đắc địa tụ kết khí thiêng, lại thuận tiện giao thông đi lại cho chư tăng, phật tử thập phương hành hương nên đã lập đồ án xây dựng quy mô Thiền Lâm Tự thành Thích Ca Phật Đài.
Ngày 22 tháng 8 năm 1974, phường Thắng Nhì tách các khóm Bình Lợi, Bình Hải và Sao Mai để lập phường Phước Hải.

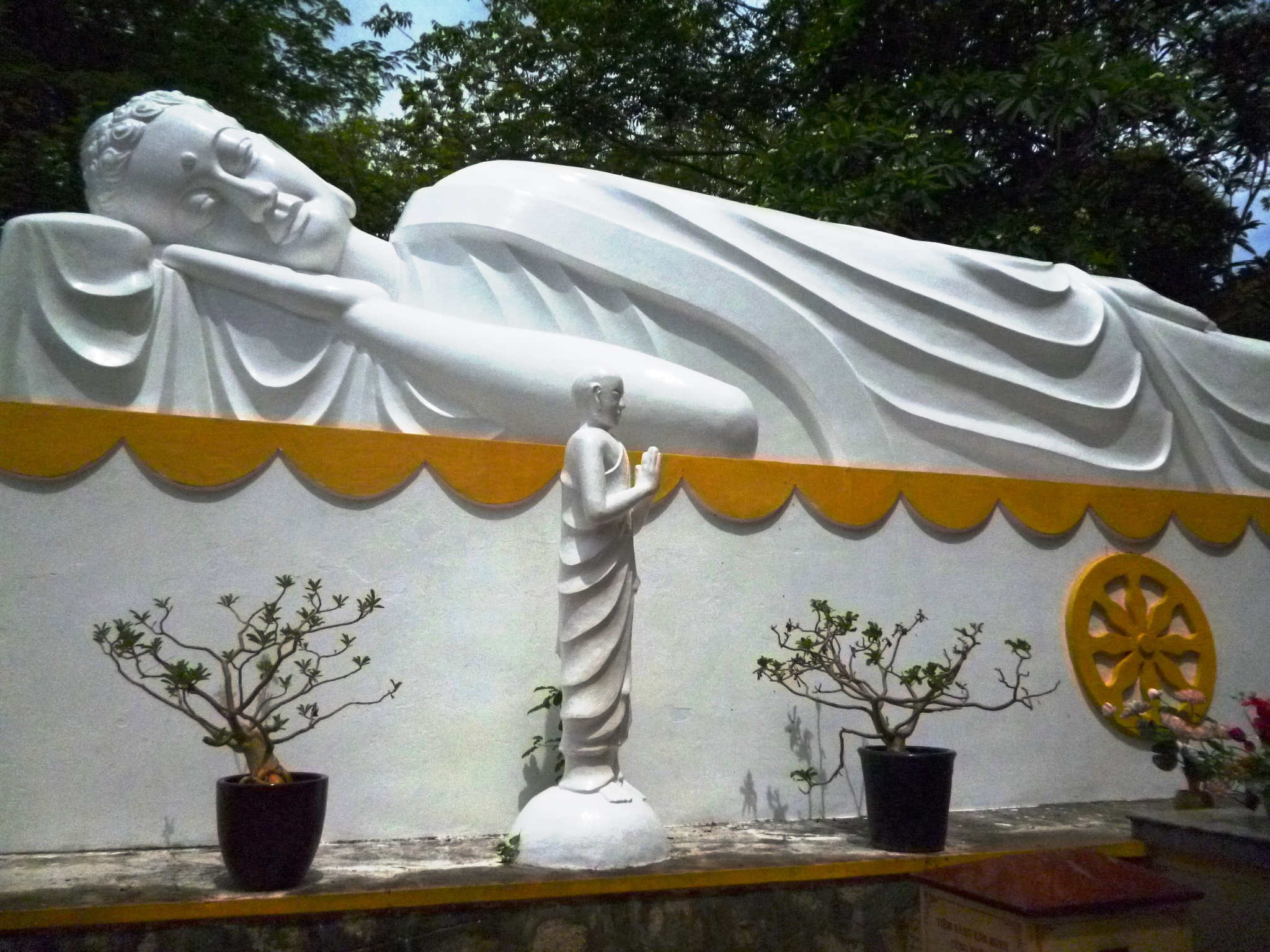
Tượng Đức Phật nằm trong khuôn viên Thích Ca Phật Đài

Sau ngày thống nhất, phường Phước Hải lại được nhập vào phường Thắng Nhì.
Ngày 14 tháng 5 năm 1986, Hội đồng Bộ trưởng chia 5 phường hiện hữu thành 11 phường mang tên số. Trong đó, phường Thắng Nhì được chia tách thành các phường 5, 6, 7 và 9. Khi mới thành lập, phường trực thuộc đặc khu Vũng Tàu – Côn Đảo.
Ngày 12 tháng 8 năm 1991, đặc khu Vũng Tàu - Côn Đảo giải thể, phường 5 trực thuộc thành phố Vũng Tàu như hiện nay.
Năm 2020, thành phố Vũng Tàu tiến hành xây dựng bến phà biển ở gần cảng Sao Mai, phường 5. Ngày 4 tháng 1 năm 2021, tuyến phà biển Vũng Tàu - Cần Giờ chính thức khai trương, giúp rút ngắn khoảng cách di chuyển từ Vũng Tàu đến Cần Giờ chỉ còn 30 phút.

## Chính trị
Hội đồng Nhân dân và Ủy ban Nhân dân phường 5 là hai cơ quan quyền lực Nhà nước ở địa phương này. Trong đó, Hội đồng nhân dân hiện tại thuộc nhiệm kỳ 2021-2026, được bầu tại kỳ bầu cử Quốc hội khóa XV. Đứng đầu hội đồng nhân dân là Chủ tịch Hội đồng nhân dân. Trước đó, từ năm 2008 đến 2016, phường này không có hội đồng nhân dân, do thực hiện thí điểm không tổ chức hội đồng nhân dân.
Ủy ban Nhân dân là cơ quan chấp hành của Hội đồng nhân dân. Đứng đầu cơ quan này là Chủ tịch Ủy ban nhân dân phường 5.
Về mặt Đảng, Đảng ủy phường 5 là cơ quan lãnh đạo của Đảng Cộng sản Việt Nam tại địa phương. Đứng đầu cơ quan này là Bí thư đảng ủy phường.
Trụ sở Đảng ủy, Hội đồng nhân dân và Ủy ban nhân dân phường 5 đặt tại số 526 Trần Phú, phường 5, Tp Vũng Tàu.

### Bầu cử
Ở cấp tỉnh, phường 5 thuộc đơn vị bầu cử số 1, gồm các phường 1, 2, 3, 4, 5, 7 và Thắng Nhì, bầu ra 5 đại biểu cho Hội đồng nhân dân tỉnh Bà Rịa - Vũng Tàu.
Ở cấp thành phố, phường nằm trong đơn vị bầu cử số 3, cùng với các phường 4 và Thắng Nhì, bầu ra 5 đại biểu cho Hội đồng nhân dân thành phố Vũng Tàu.

## Giáo dục
Trên địa bàn phường 5 có 2 trường tiểu học: Trường tiểu học Hòa Bình (gồm 2 cơ sở) và trường tiểu học Sao Mai. 

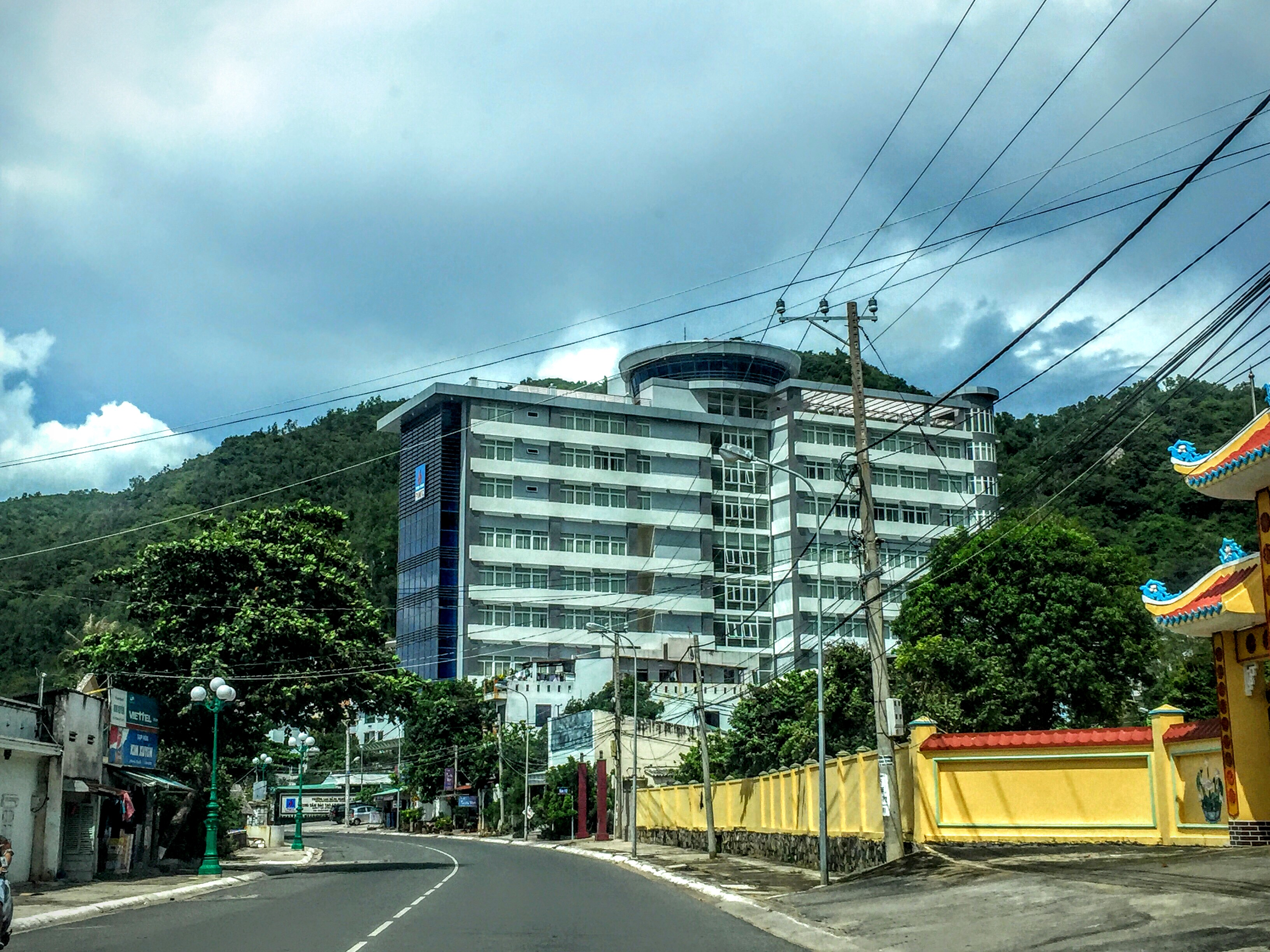
Một khách sạn ở trung tâm Bãi Dâu

Ở khối trung học cơ sở, phường nằm trong địa bàn tuyển sinh của trường THCS Võ Văn Kiệt, tọa lạc tại số 184 Trần Phú, thuộc khu phố 1, phường 5, Tp Vũng Tàu. Cơ sở của trường khánh thành năm 2014 ở một vị trí khá đẹp trên sườn đồi dốc hướng ra vịnh Bãi Dâu và là trường trung học cơ sở duy nhất của phường.

## Tôn giáo
Là nơi du nhập người dân tứ xứ trong nhiều thế kỷ, địa bàn phường 5 có nhiều cơ sở thờ tự thuộc nhiều tôn giáo, tín ngưỡng.

### Công giáo
- Trung tâm hành hương Đức Mẹ Bãi Dâu: là trung tâm tôn giáo lớn của giáo phận Bà Rịa. Trong khu vực này có nhà thờ Bãi Dâu, tượng đài Đức Mẹ và nhiều cơ sở của các dòng tu lớn trong giáo phận.
- Giáo đường Bến Đá là nhà thờ của Giáo xứ Bến Đá, vốn được thành lập năm 1958. Nhà thờ hiện nay được khánh thành năm 2004 sau khi nhà thờ cũ được dỡ bỏ.
- Nhà thờ Sao Mai: là nhà thờ của giáo xứ Sao Mai, thành lập năm 1957.
- Nguyện đường Vinh Sơn: là nhà nguyện của họ đạo Vinh Sơn của giáo xứ Bến Đá.

### Phật giáo
- Thích Ca Phật Đài: là quần thể kiến trúc, điêu khắc và thờ tự của Chùa Thiền Lâm, hiện đã được xếp hạng năm 1989. Trong khuôn viên có chùa Thiền Lâm và chùa Hộ Pháp theo phái Nam tông.
- Hưng Thắng Tự: chùa của phái Tịnh độ tông, hiện do Tịnh độ cư sĩ Phật hội Việt Nam quản lý.
- Phổ Đà Sơn Quan Âm Bồ Tát Tự: chùa của người Hoa do ông Huỳnh Siêu, một thương gia Hoa kiều gốc Triều Châu xây dựng năm 1976 và tôn tạo năm 1993. Chùa có pho tượng Phật bà Quan Âm cao 18m nổi bật.[11]

### Tín ngưỡng thờ Hùng Vương và thờ Mẫu
- Đền thờ Hùng Vương - Mẫu Cửu Thiên vốn là đền Mẫu Cửu Thiên. Năm 1978, đền thờ Vua Hùng được dời từ Bãi Trước về đây và đổi thành Đền thờ Hùng Vương - Mẫu Cửu như ngày nay.

## Giao thông

### Đường bộ

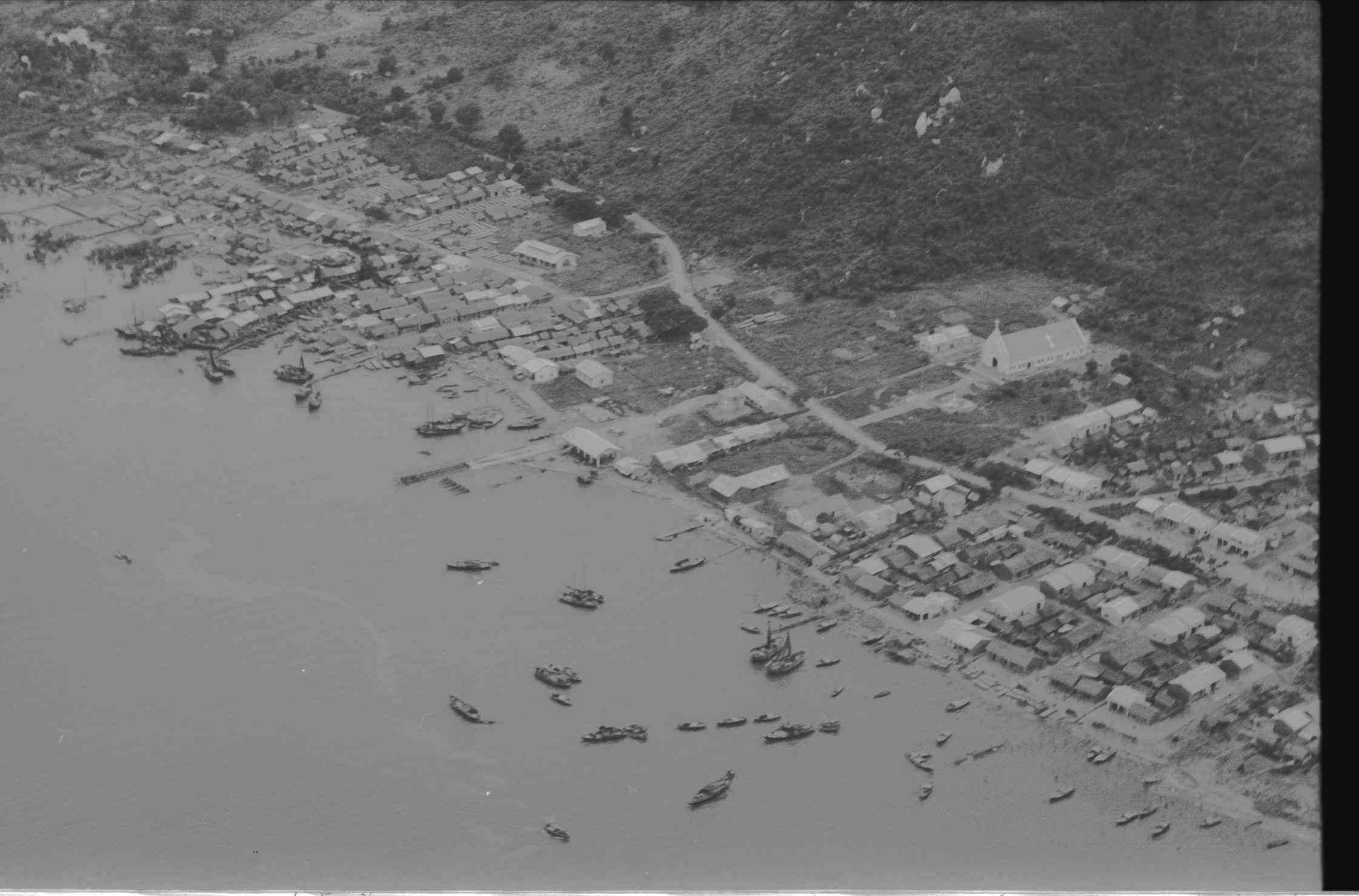
Không ảnh làng chài Bến Đá và nhà thờ cùng tên năm 1964

Các tuyến đường chính trên địa bàn gồm:
- Đường Trần Phú: con đường huyết mạch của phường thuộc hệ thống đường ven biển Trần Phú - Quang Trung - Hạ Long - Thùy Vân. Đường bắt đầu từ Bảo tàng Bà Rịa - Vũng ở giao lộ Thành Thái - Trần Phú, và kéo dài tới Ngã tư Bến Đình, ở giao lộ Lê Lợi - Nguyễn An Ninh - Trần Phú.
- Bạch Đằng: là đường nội bộ trong khu vực Bến Đá, bắt đầu từ Dốc Bến Đá (gần cảng Incomap) đến ngã ba đường xuống Cảng Bến Đá.

### Xe buýt
Tuyến xe buýt số 22 (Vũng Tàu - Phú Túc) chạy qua đường Trần Phú trên địa bàn phướng. Tuyến này có nhiều điểm đón trả khách dọc theo đường Trần Phú.

### Đường thủy
- Bến Sao Mai: là bến cảng dịch vụ tổng hợp, tọa lạc tại số 115B Trần Phú, phường 5.
- Bến Phà biển Vũng Tàu - Cần Giờ, tại số 127C Trần Phú. Đây là điểm đầu của tuyến phà biển vận tải hành khách đi Cần Giờ.

## Kinh tế
Sở hữu một làng chài lâu đời, ngành thủy sản đóng vai trò quan trọng trong nền kinh tế của phường 5. Quanh khu vực làng chài Bến Đá là hệ thống hãng xưởng và dịch vụ hậu cần nghề cá như: xưởng đóng tàu thuyền, nhà máy nước đá, hệ thống phân loại nguồn gốc và cảng bốc dỡ hàng thủy sản.
Đến nay, có 5 cảng cá trong phường, bao gồm: cảng Incomap, cảng Bến Đá, cảng Lò Than, cảng phường 5 và cảng cá Tiến Thành. Trong đó, cả 5 cảng cá được công bố có độ sâu vùng nước đậu tàu từ 4 - 6m với chiều dài cầu cảng từ 28m đến 120m, có thể đón tàu cá có công suất 600cv -700cv cập cảng, năng lực xếp dỡ hàng hóa từ 6.000-36.000 tấn/năm.
Chợ Bến Đá là chợ truyền thống lớn nhất trong phường và là một địa điểm mua sắm hải sản quen thuộc của khách du lịch đến với Vũng Tàu.
Khu vực ven biển Sao Mai gần đây nổi lên là địa điểm ẩm thực nổi tiếng của Vũng Tàu, với nhiều nhà hàng hải sản lớn như Thành Phát, Tân Phát và Lâm Đường.
Dọc theo bờ biển Bãi Dâu là các tổ hợp cao ốc khách sạn, biệt thự nghỉ dưỡng và chung cư cao cấp. Trong đó các cao ốc mới nổi gần đây là Thủy Tiên, Oyster Gành Hào, Nhà khách Dầu khí PVMTC và Mermaid Seaside.